# Medalha da Ordem do Mérito Parlamentar em Sergipe
A Medalha da Ordem do Mérito Parlamentar é a distinção máxima da  Assembleia Legislativa do estado brasileiro do Sergipe, sediada no Palácio Gov. João Alves Filho – Centro em Aracaju. É uma medalha destinada a pessoas físicas,  jurídicas ou estrangeiras que  pelos serviços em suas esferas tenham contribuído para o engrandecimento para o desenvolvimento econômico, social e cultural do Estado de Sergipe e particularmente do Poder Legislativo ou mérito, excepcional,  se tenha tornado merecedoras do Especial reconhecimento da Assembleia Legislativa de Sergipe. A condecoração foi criada em 1998.

## História
Entre tantas atribuições inerentes à função parlamentar está o reconhecimento das ações realizadas por personalidades que se destacam nas diversas áreas da sociedade. Para tanto,  a Assembleia Legislativa de Sergipe, a Alese, criou sete tipos de medalhas de honra com a finalidade de homenagear essas personalidades que, com desprendimento, trabalham em prol de causas humanitárias, sociais, culturais, econômicas, ambientais, entre outras.

## Recipientes
- Josué Modesto dos Passos Subrinho
- Hamilton Mourão
- Universidade Federal de Sergipe
- Samuel Alves Barreto
- Jeferson Luiz de Andrade
- Luciano Bispo de Lima